# Gierke (Adelsgeschlecht)
Gierke ist ein preußisches Adelsgeschlecht.

## Geschichte
Das Geschlecht stammt ursprünglich aus Böhmen, wo die Stammreihe mit Josef Gierke (Görka, Gehrke) beginnt. Die adelige Stammreihe geht auf die Brüder Walther und Otto Gierke zurück. Erstgenannter wurde am 20. August 1910 aufgrund seiner allgemeinen Verdienste, jedoch vor allem wegen der Einrichtung eines Fideikommisses für das Gut Polanowitz, in den erblichen preußischen Adelsstand erhoben. Der hochgeachtete Jurist, Rechtshistoriker sowie Politiker Otto von Gierke wurde am 27. November 1911 in den erblichen preußischen Adelsstand immatrikuliert. Letztgenannter hatte darum gebeten, „,mir behulfs Wahrung  der Familieneinheit das gleiche Wappen zu verleihen, das im August v. J. mein Bruder Walther  erhalten hat‘. Dieser war wegen seiner ,regen Beteiligung [...] an den Bestrebungen für die Stärkung des Deutschtums, die besonders in der nationalpolitischen wertvollen Fideikommißgründung  in Erscheinung getreten ist‘, auf eigenen Antrag hin geadelt worden‘'“.

## Wappen
In Blau ein aus dem linken Schildrand hervorragender Arm, einen Ger (= Speer) zum Stoß geneigt. Auf dem Helm mit blau-silbernen Decken der Arm mit dem zum Stoß geneigten Ger. Der Ger soll auf die Herkunft des Namens Gierke hinweisen.

## Bekannte Namensträger
- Julius Gierke
- Edgar von Gierke
- Otto von Gierke
- Julius von Gierke
- Hildegard von Gierke
- Anna von Gierke

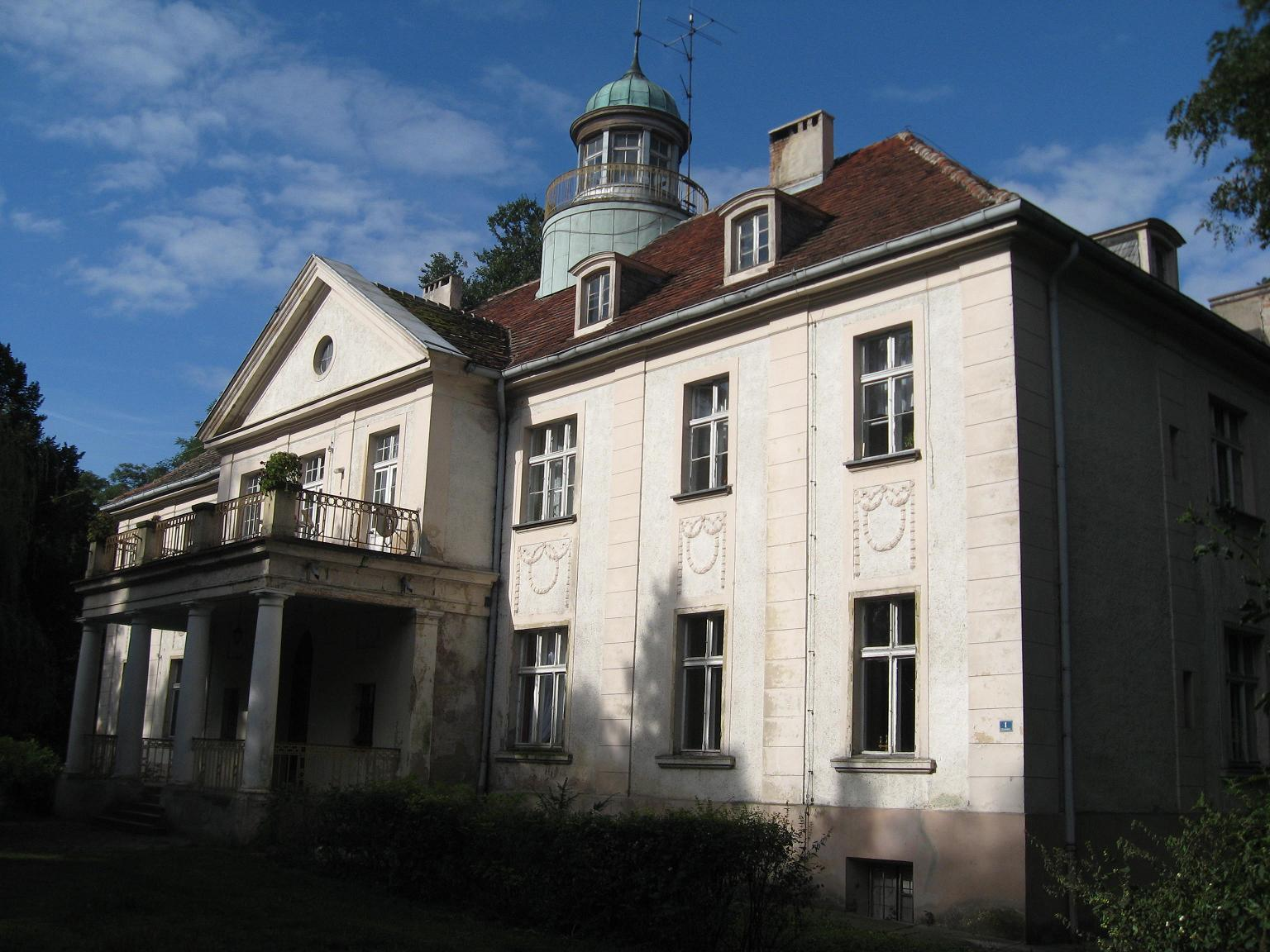
Gutshaus Polanowitz/Polanowice. 30. August 2007.

- Hans von Gierke, 1939 Opfer des NS-Regimes[5][6][7][8]
- Henning von Gierke

## Weitere Literatur
- Stefan Grundmann u. a.: Festschrift 200 Jahre Juristische Fakultät der Humboldt Universität zu Berlin. Berlin 2010.